# North Walsham
North Walsham é uma cidade e freguesia no distrito de North Norfolk em Norfolk, Inglaterra, cerca de 15,2 milhas (24,5 km) de Norwich. A paróquia tem uma área de 1727 hectares e uma população de 11,988 pelo censo de 2001

## Transporte
A via principal é a A149, que vai de Great Yarmouth até Cromer.

### Aeroporto
O Aeroporto Norwich está localizado 15,1 milhas (24,3 km) sul da povoado e oferece ligações aéreas directas entre o Reino Unido e a Europa.

## Igreja
A igreja de North Walsham, denominada "São Nicholas " (Saint Nicholas),